# Sulików (województwo świętokrzyskie)
Sulików – wieś w Polsce położona w województwie świętokrzyskim, w powiecie włoszczowskim, w gminie Radków.
W latach 1975–1998 miejscowość położona była w województwie częstochowskim.